# ویلما الس
ویلما الس آلمانی: Wilma Elles (زادهٔ ۱۸ اکتبر ۱۹۸۶ میلادی، کلن) بازیگر، مدل و طراح لباس آلمانی است.

## زندگی‌نامه
ویلما فرزند دوم یک خانوادهٔ پنج‌نفره است. پدر و مادرش هر دو مهندس هستند. وی در یک مدرسهٔ دوزبانهٔ آلمانی-فرانسوی درس خوانده و با درجهٔ ۱٫۸ فارغ‌التحصیل شده‌است. ویلما اولین بار در ۱۰سالگی در نمایش‌نامهٔ تئاتر مدرسه بازی کرد و در آن زمان نیز کلاس‌های بازیگری، گیتار و رقص خود را گذراند. ویلما الس همچنین فارغ‌التحصیل دانشگاه کلن آلمان است.

## فیلم‌شناسی
ویلما در سال ۲۰۱۰ در  روزی روزگاری نقش کارولین را بازی کرد او در مجموعه تلویزیونی رهایی نیز یکی از نقش‌های اصلی را داشت.

## گزیده فیلمشناسی
- ۲۰۱۱–۲۰۱۳: روزی روزگاری

۱۳۹۹: هولیا